# Restaurationen (København)
|  | For andre betydninger, se Restaurationen |
Restaurationen var en dansk restaurant, beliggende på hjørnet af Møntergade og Vognmagergade i Indre By i København. Den blev etableret i 1991 af ægteparret Lisbeth og Bo Jacobsen. Fra 1995 til 2004 var restauranten over to perioder tildelt én stjerne i Michelinguiden.

## Historie
Da ægteparret Jacobsen i oktober 1991 åbnede restauranten, var det kun med én fast menu med syv retter. Derudover introducerede de landets første vinmenu.
I foråret 1995 blev Restaurationen tildelt én stjerne i Michelinguiden, som de året efter fik fornyet. Siden mente inspektørerne fra den berømte guide, at restauranten i to år ikke kunne gøre sig fortjent til en stjerne, inden de igen i 1999 tildelte den én. Herefter var Restaurationen i guiden til og med 2004.
Restaurationen blev i 2011 ombygget til et brasserie med mad fra det danske køkken og plads til cirka 50 spisende gæster. Andreas Rank, der siden 2007 havde været ansat som køkkenchef, blev i 2013 partner og medejer. I efteråret 2014 blev der tilføjet et selskabslokale.
Restaurationen lukkede i juni 2020.